# أولدهام أثلتيك
أولدهام أتلتيك هو نادي كرة قدم إنجليزي يشارك في دوري الدرجة الخامسة الإنجليزي وهو أحد أقدم أندية أوروبا عبر التاريخ.